# Motivation (Sum 41)
Motivation è il terzo singolo estratto dall'album All Killer No Filler del gruppo musicale canadese Sum 41.

## Video musicale
Il video mostra la band che suona nella stanza da letto del batterista Steve Jocz.

## Tracce
1. Motivation
2. Machine Gun (live)
3. Crazy Amanda Bunkface (live)
4. Pain for Pleasure (live)

## Formazione
- Deryck Whibley – voce, chitarra ritmica
- Dave Baksh – chitarra solista, voce secondaria
- Jason McCaslin – basso, voce secondaria
- Steve Jocz – batteria

## Classifiche
| Classifica                | Posizione |
| ------------------------- | --------- |
| Regno Unito               | 21        |
| Stati Uniti (alternative) | 24        |

## Utilizzo in altri media
- La canzone è stata usata in un episodio di Smallville e in uno di Malcolm
- La canzone è presente nel videogioco Guitar Hero: Warriors of Rock.